# Bishop's Falls
Bishop's Falls är en ort i Kanada.   Den ligger i provinsen Newfoundland och Labrador, i den östra delen av landet, 1 600 km öster om huvudstaden Ottawa. Bishop's Falls ligger 25 meter över havet och antalet invånare är 3 341.
Terrängen runt Bishop's Falls är huvudsakligen platt, men österut är den kuperad. Bishop's Falls ligger nere i en dal. Närmaste större samhälle är Grand Falls-Windsor, 16,2 km sydväst om Bishop's Falls. 
I omgivningarna runt Bishop's Falls växer i huvudsak blandskog. Trakten runt Bishop's Falls är nära nog obefolkad, med mindre än två invånare per kvadratkilometer.